# 黛安娜·蓋伯頓
黛安娜·蓋伯頓（英語：Diana Gabaldon，1952年1月11日—），是一位美国作家、小說家，最著名的作品是《異鄉人》（Outlander (book series)）系列小说。她的作品合并多个流派，具有历史，浪漫，神秘，冒险，科幻，奇幻元素。《異鄉人》改编的电视劇在2014年首演。

## 外部連結
- 官方网站